# Kissjabika Bairjassowa
Kissjabika (Kissjakbika) Bairjassowa (russisch Кисябика (Кисякбика) Байрясова; * 1679 im Duwan-Stammesgebiet in der von Baschkiren besiedelten Sibirischen Daruga; † 30. Apriljul. / 11. Mai 1739greg. in Jekaterinburg) war eine russische zwangsgetaufte Baschkirin und Apostatin.

## Leben
Kissjabika Bairjassowa wurde in das Katai-Stammesgebiet in der Sibirischen Daruga verheiratet.
Zu Beginn des 18. Jahrhunderts etablierte sich im Ural die sogenannte Bergmacht, an deren Spitze der Oberkommandierende der Uraler Bergverwaltung und Gründer Jekaterinburgs Wassili Nikititsch Tatischtschew stand. Im Ural wurden neue Lagerstätten erschlossen und Bergwerke und Hüttenwerke eröffnet. Die lokale Bevölkerung befürchtete nach der Eingliederung der Stammesgebiete in das Russische Reich den Verlust ihrer alten Rechte und bemühte sich, ihre Kultur und Religion zu verteidigen. Es kam zu einem Aufstand, der von der Bergmacht mit Strafkampagnen niedergeschlagen wurde. Die Bewohner der Aufstandsdörfer wurden, soweit sie nicht getötet wurden, zwangsgetauft und als Leibeigene an die Grundherren verkauft.
Kissjabika Bairjassowa wurde als Baschkirin aus dem Katai-Stammesgebiet gefangen genommen und nach Jekaterinburg gebracht, wo sie als Leibeigene dem Schreiber und Übersetzer Kiriak Kondratowitsch übergeben wurde. Sie wurde getauft und bekam den Namen Katerina. Am 18. Septemberjul. / 29. September 1737greg. flüchtete sie zum ersten Mal mit einer jungen Gefangenen, die bei Tatischtschew lebte. Die alte Frau wurde eingefangen und bekam die Peitsche. Am 26. Septemberjul. / 7. Oktober 1737greg. floh sie wieder aus Jekaterinburg mit der Hoffrau des Bergmacht-Sekretärs Iwan Sorin. Kissjabika Bairjassowa wurde wieder eingefangen und bekam die Knute.
Am 20. Apriljul. / 1. Mai 1738greg. wurde der Baschkire Toigildy Schuljakow auf dem Scheiterhaufen verbrannt, weil er nach dem Übertritt zum Christentum wieder zum Islam zurückgekehrt war. Alle Baschkiren in Jekaterinburg und Umgebung waren zum Scheiterhaufen gebracht worden.
Im September 1738 floh Kissjabika Bairjassowa zum dritten Mal. Sie wurde wieder eingefangen und im Dezember 1738 verhört. Der Beschluss der Kanzlei der Hauptverwaltung der Hüttenwerke vom 31. Januarjul. / 11. Februar 1739greg. zur Hinrichtung der dreimal geflohenen apostatischen Tatarin Kissjabika Bairjassowa auf dem Scheiterhaufen wurde von Generalmajor Soimonow am 14. Märzjul. / 25. März 1739greg. unterzeichnet. Einen Monat später wurde die 60-jährige Kissjabika Bairjassowa auf dem zentralen Platz in Jekaterinburg verbrannt.